# Frank Kenyon Roberts

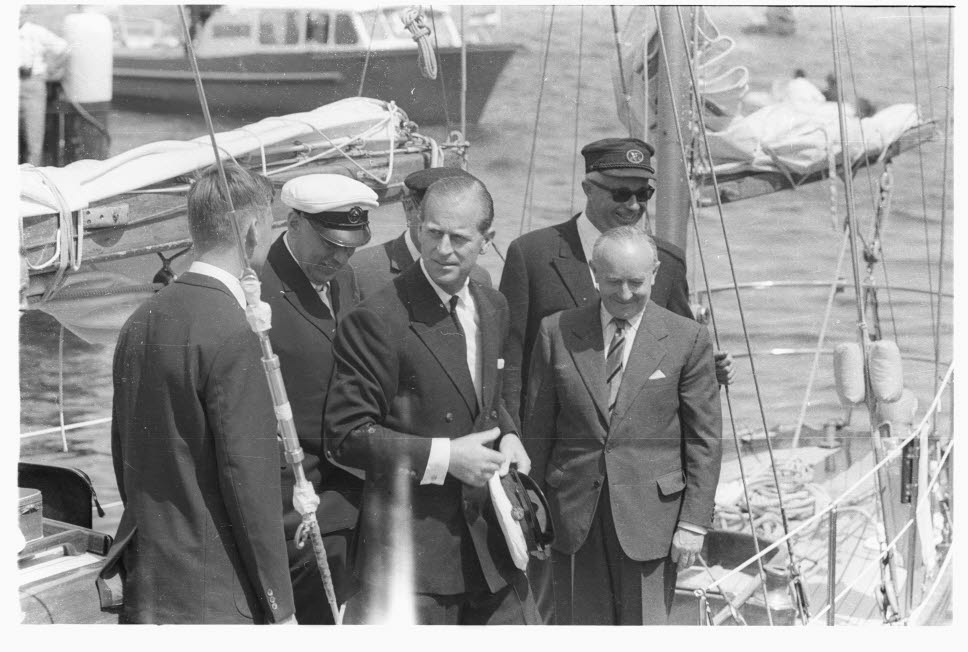
Botschafter Roberts an Bord der königlichen Yacht Bloodhound mit Prinz Philip bei der Kieler Woche (rechts vorn)

Sir Frank Kenyon Roberts GCMG, GCVO (* 27. Oktober 1907 in Buenos Aires; † 7. Januar 1998 in Kensington, London) war ein britischer Diplomat.

## Leben
Frank Kenyon Roberts war der Sohn von Gertrude Kenyon, Blackburn und Henry George Roberts, Preston.
Er studierte an der Bedales School, Rugby und am Trinity College (Cambridge) und trat 1930 in den auswärtigen Dienst.
Von 1932 bis 1935 wurde er in Paris und von 1935 bis 1937 in Kairo beschäftigt.
In Kairo heiratete er Celeste Leila Beatrix Shoucair († 1990).
1937 wurde er im Foreign Office eingesetzt.
Von September 1939 bis 1940 war er Verbindungssekretär zum Anglo-French Supreme War Council und fungierte als Dolmetscher bei der dritten Sitzung des Supreme War Council, der sich am 17. November 1939 in 10 Downing Street traf.
Von 18. Juli bis 27. Oktober 1941 war er Vertrauensperson von Edvard Beneš.
Von 1940 bis 1941 war er Mitarbeiter des Central Department des Foreign Office, das er von 1942 bis 1945 leitete.
Von Januar 1945 bis 1947 war er Gesandter in Moskau und beriet Winston Churchill bei der Konferenz von Jalta.
Mit George F. Kennan analysierte er die sowjetische Außenpolitik und entwickelte die Containment-Politik.
Ab 1947 war er Privatsekretär von Ernest Bevin und war an Verhandlungen während der Berlin-Blockade beteiligt.
Von 1949 bis 1951 war er Stellvertreter von Archibald Nye als Hochkommissar in Neu-Delhi.
Von 1951 bis 1954 war er Stellvertreter des Staatssekretärs im Foreign and Commonwealth Office. Von 1954 bis 1957 war er außerordentlicher und bevollmächtigter Botschafter in Belgrad, Jugoslawien.
Von 1957 bis 1960 war er Vertreter der britischen Regierung beim Nordatlantikrat. Von 1960 bis 1962 war er Botschafter in Moskau. Von 1963 bis 1968 war er Botschafter in Bonn.
Zudem war er von 1969 bis 1972 Präsident der Atlantic Treaty Association.
1946 wurde er Companion, 1956 Knight Commander und 1963 Knight Grand Cross des Order of St. Michael and St. George.
1965 wurde er als Knight Grand Cross in den Royal Victorian Order aufgenommen. Er saß im Vorstand von Mercedes-Benz und Unilever, für die auch sein Vater in Argentinien tätig gewesen war.